# Rie Knapper

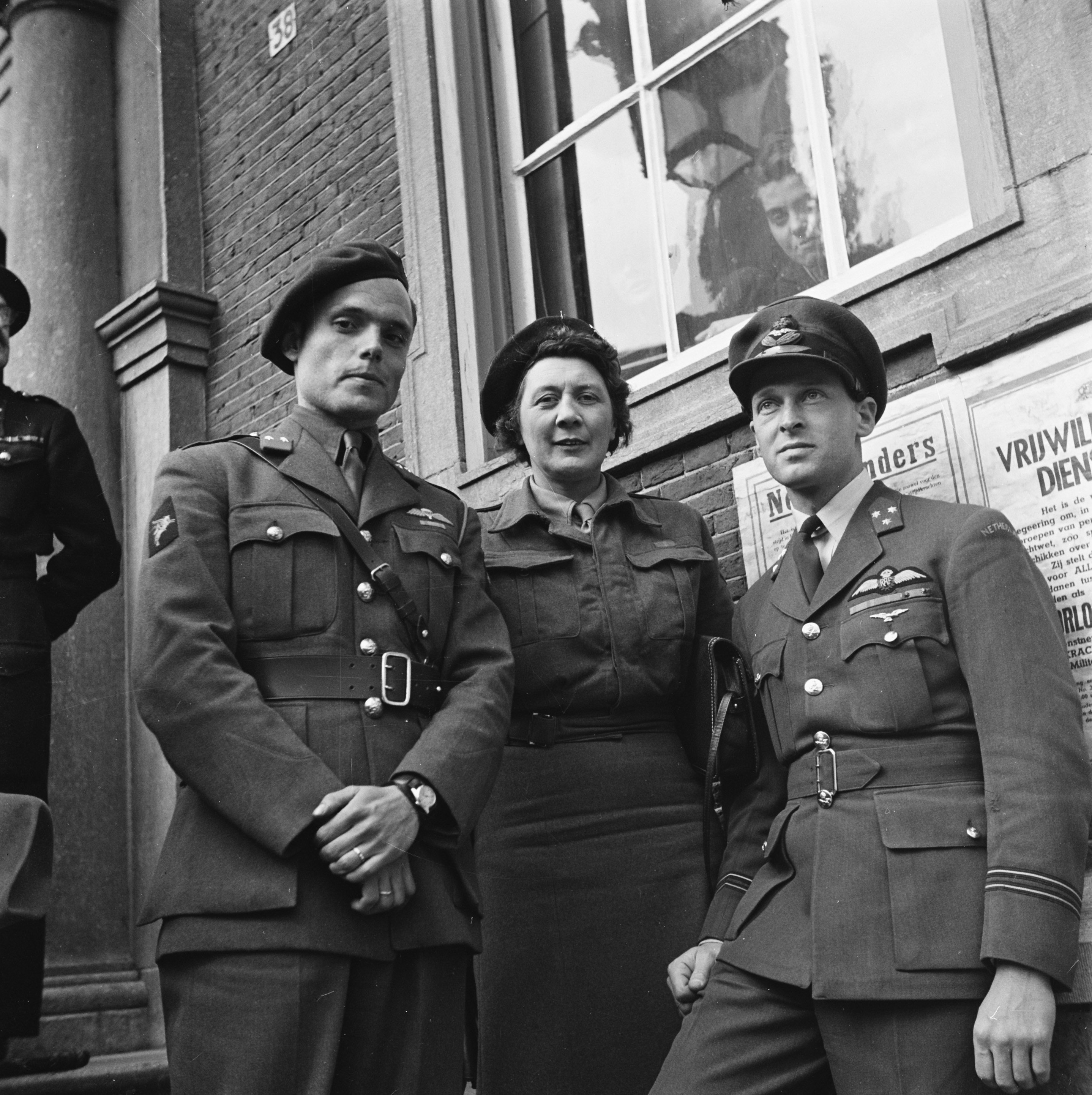
Rie Stokvis-Knapper met Peter Tazelaar (links) en Erik Hazelhoff Roelfzema als adjudanten van koningin Wilhelmina (1945)

Marie 'Rie' Knapper (Amsterdam, 14 mei 1903 - Vence (Frankrijk), 24 februari 1970), ook bekend als Rie Stokvis-Knapper, was een Nederlands Engelandvaarder. Zij kwam in november 1942 aan in Londen. Zij was daar betrokken bij de oprichting van het Vrijwillig Vrouwen Hulpkorps, en de werving van geld en vrijwilligers voor hulpverlening in Nederland. Ten tijde van de bevrijding van Nederland was ze adjudant van koningin Wilhelmina.

## Biografie
Marie (Rie) Knapper, was voor het uitbreken van de Tweede Wereldoorlog eigenares van een winkel voor woninginrichting in Amsterdam. Zij was ook handweefster; haar werk werd in de jaren 1920-1930 een aantal keren geëxposeerd.

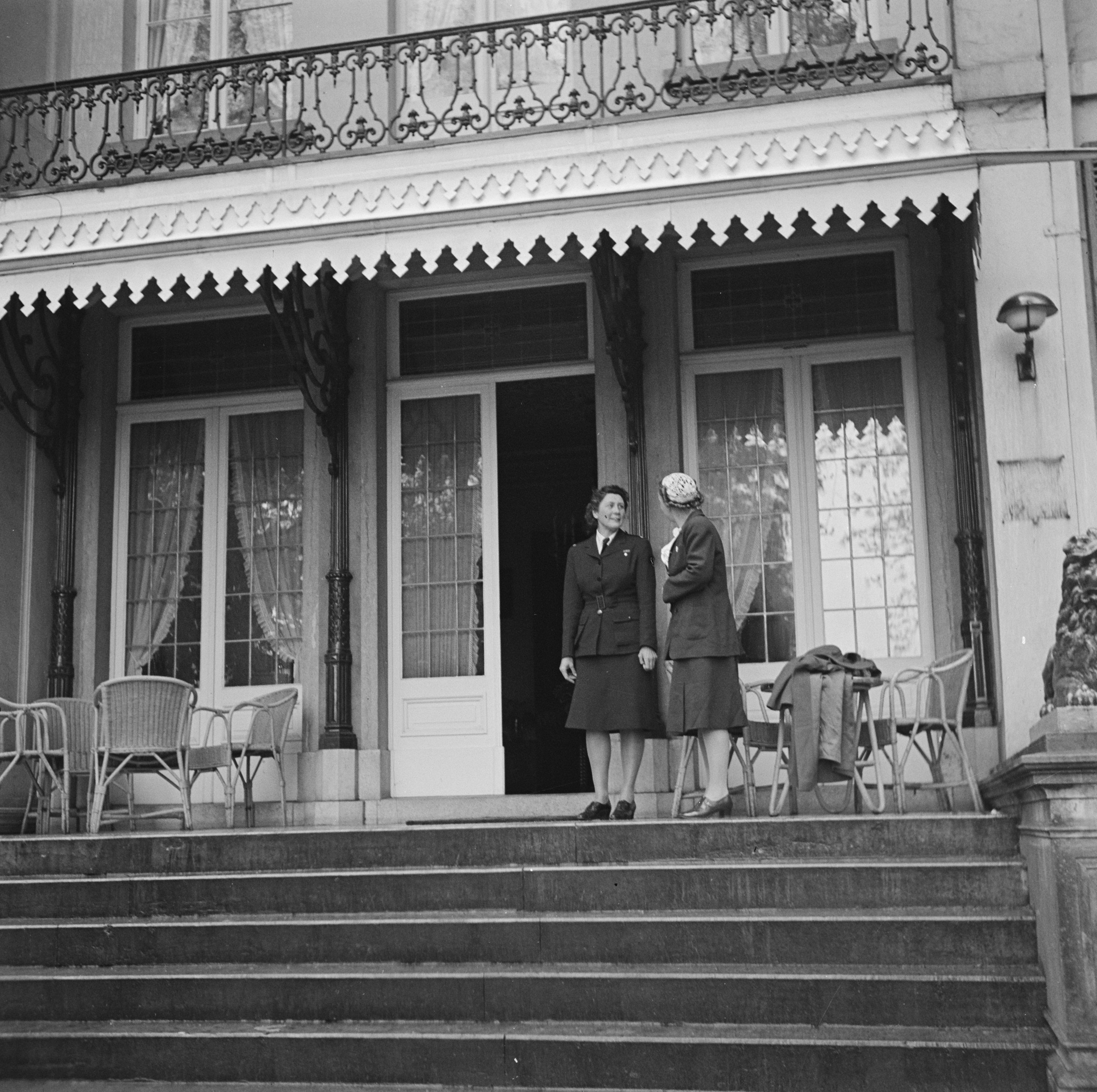
Rie Stokvis-Knapper met prinses Juliana bij de villa Anneville.

Op het moment van de Duitse aanval op Nederland in 1940 was zij op vakantie in Griekenland. Zij keerde via Italië en Frankrijk terug naar Nederland, waarbij ze het laatste deel van de reis (vanaf Parijs) per fiets aflegde. Op 19 oktober 1941 vertrok ze, weer per fiets, uit Nederland met het doel om naar Engeland te gaan en daar een bijdrage te leveren aan de oorlog. Via Frankrijk, Zwitserland, Spanje, Curaçao en de Verenigde Staten kwam ze op 20 november 1942 aan in het Verenigd Koninkrijk. In Londen kreeg ze de leiding van een clubgebouw voor Nederlanders. Vanaf 1943 was ze betrokken bij de oprichting van het Vrijwillig Vrouwen Hulpkorps van de Koninklijke Landmacht, waar ze ook deel van ging uitmaken. In november 1943 kreeg ze uit handen van koningin Wilhelmina het Kruis van Verdienste.
In mei en juni 1944 maakte Knapper een reis naar Suriname, de Nederlandse Antillen en de Verenigde Staten om vrijwilligers en fondsen te werven voor hulpverlening in Nederland na de bevrijding. Ten tijde van de bevrijding van Nederland was ze samen met Peter Tazelaar en Erik Hazelhoff Roelfzema adjudant van koningin Wilhelmina. Zij woonde met de koningin na de bevrijding enkele weken in de villa Anneville bij Breda.
Het Museum Engelandvaarders bewaart (kopieën van) brieven en foto's uit het persoonlijk archief van Stokvis-Knapper.